# Смоленский архив

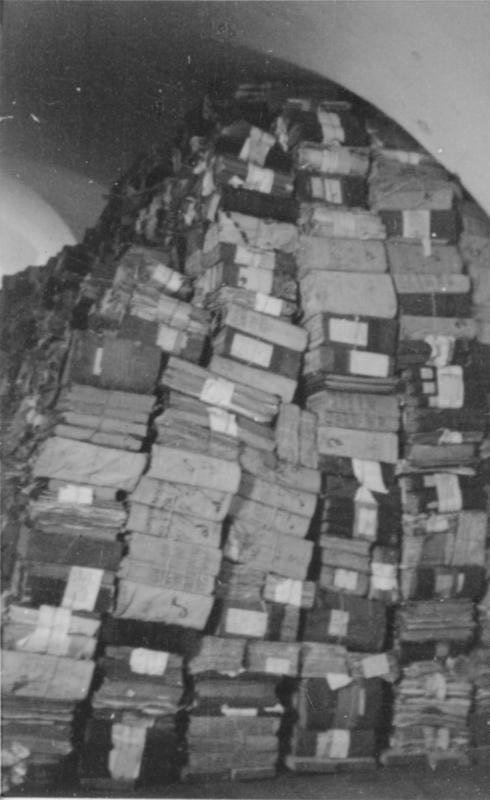
Смоленский архив (июнь 1943)

Смоленский архив — архив Смоленского областного комитета ВКП(б), захваченный немецкими войсками и вывезенный в Германию во время Великой Отечественной войны. После окончания войны попал в руки американцев и был увезён в США.

## История
Летом 1941 года, после выступления Сталина 3 июля местные советские и партийные органы повсеместно в западных регионах страны стали поспешно сжигать архивы.
Однако начавшиеся бои в районе Смоленска, стремительное наступление немецких войск, вступивших в Смоленск 15 июля 1941 г. и окружение города были причиной того, что вывезти областной партийный архив не удалось, а растерявшиеся сотрудники долго не решались уничтожить документы.
В результате архив был захвачен немцами. Его использовало министерство просвещения и пропаганды рейха, которым руководил Йозеф Геббельс — в пропагандистских целях были опубликованы некоторые документы о репрессиях, проводимых в период коллективизации начала 1930-х годов, и «Большого террора» 1937—1938 годов.
В мае 1943 г. архив был вывезен немцами из Смоленска в Вильнюс, а затем в «генерал-губернаторство», где из него была выделена значительная часть, которую повезли в Германию. Оставшаяся в Польше часть документов в феврале 1945 г. была обнаружена советскими военнослужащими в районе железнодорожной станции Пщина и возвращена в Смоленск.
К началу 1945 г. основная часть архива была вывезена в Баварию, где их через некоторое время обнаружили американские военнослужащие. Вскоре о документах стало известно Управлению стратегических служб США (предшественнику ЦРУ). После этого документы были перевезены в расположение американской авиационной части и спрятаны в подземном ангаре. Группа американских советологов изучила описи и некоторые подлинные документы и в результате пришла к выводу, что в них содержатся крайне ценные сведения о методах и принципах советского государственного управления.
Об обнаружении архива в послевоенной Германии князь Алексей Павлович Щербатов оставил воспоминания.
Вскоре этот архив был отправлен в Вашингтон, в Национальный архив США, где при содействии Американской исторической ассоциации документация была перенесена на микрофильмы.
В середине 1950-х годов Национальный архив США публично сообщил, что в нём находятся документы Смоленского партийного архива, которые проливают свет на истинный характер коммунистической власти и её террористическую политику.
С 1950-х годов документы архива были предоставлены для использования американским и другим западным исследователям, которые не могли получить доступ в партийные архивы и архивы КГБ в СССР. Первым историком, широко использовавшим смоленские документы, был профессор Гарвардского университета Мёрл Фейнсод, опубликовавший книги How Russia is Ruled («Как управляется Россия») в 1953 г. и Smolensk under Soviet Rule («Смоленск под властью Советов») в 1958 г. Документы архива использовали Ричард Пайпс в трудах по ранней советской истории и Роберт Конквест в знаменитой книге «Большой террор».
В 1958 году власти США предложили вернуть архивные материалы Советскому Союзу, но в ответ советские власти заявили, что это фальшивка, состряпанная ЦРУ.
С 1963 г. советские власти начали предпринимать попытки получить архив. Тем не менее, в СССР подлинность архива публично признавать не пожелали, а наоборот, продолжали категорически отрицать аутентичность документации, находящейся в США. Такая непродуманная и высшей степени противоречивая позиция ставила советскую сторону практически в безвыходное положение в отношении возвращения смоленского фонда, поскольку получалось, что СССР претендует на архив, который, по его же признанию, ему не принадлежит. В результате советской дипломатии до самого конца существования СССР не удалось вернуть архив из США.
В 1991 г. власти России признали и публично объявили, что в США находится подлинный архивный фонд и что Россия намерена добиваться его возвращения. Переговоры об этом начались в 1992 году. При этом власти США попытались увязать возврат архива с возвратом хасидскому движению Хабад библиотеки Шнеерсона.
В итоге, 13 декабря 2002 года по решению государственного департамента США документы Смоленского архива были возвращены в Россию и переданы представителям министерства культуры РФ и Федеральной архивной службы РФ.